# Кенневилль, Джоэль
Джо́эль Но́рман «Хе́рби» Ке́нневилль (англ. Joel Norman "Herbie" Quenneville; род. 15 сентября 1958, Уинсор, Онтарио) — канадский хоккеист, выступавший на позиции защитника. Главный тренер клуба «Анахайм Дакс» с 8 мая 2025 года.
Как тренер возглавлял «Сент-Луис Блюз», «Колорадо Эвеланш», «Чикаго Блэкхокс» и «Флорида Пантерз». С «Чикаго» завоевал 3 Кубка Стэнли (2008, 2013, 2015).

## Хоккейная карьера
Кенневилль был выбран на драфте НХЛ 1978 года под 21-м номером клубом «Торонто Мейпл Лифс». Он играл в лиге «Б» Хоккейной ассоциации Онтарио за «Уинсор Блюз», в хоккейной лиге Онтарио за «Уинсор Спитфайрс», в АХЛ — «Нью-Брансуик Хокс», «Балтимор Скипджекс» и «Сент-Джонс Мейпл Лифс», а в НХЛ за «Торонто Мейпл Лифс», «Колорадо Рокиз», «Хартфорд Уэйлерс», «Нью-Джерси Девилз» и «Вашингтон Кэпиталз» (летом 1983 года две недели числился в составе «Калгари Флэймз»). Входил в состав молодёжной сборной Канады, завоевавшей бронзовые медали на чемпионате мира 1978 года (был в резерве, не провёл ни одной игры). Во время игры в юниорской лиге учился в Уинсорском университете. Кенневилль получил Джек Адамс Эворд в сезоне 1999/00 как главный тренер «Сент-Луис Блюз».
Джоэль выиграл Кубок Стэнли в качестве помощника главного тренера «Колорадо Эвеланш» в 1996 году. Затем он перешёл в «Сент-Луис», став главным тренером в середине следующего сезона, после увольнения Майка Кинана. Выводил «Сент-Луис» в плей-офф семь раз. Восьмой сезон команда начала плохо. В конце года «Сент-Луис» был в опасной близости от непопадания в плей-офф впервые за четверть века, из-за чего Кенневилля уволили.
«Колорадо Эвеланш» в июне 2004 года нанимает Кенневилля главным тренером. Однако следующий сезон был пропущен из-за локаута. В пост-локаутном сезоне он вывел «Лавин» в плей-офф, но проиграл в первом раунде «Даллас Старз».
25 марта 2007 года Кенневилль достиг отметки в 750 матчей за карьеру в качестве главного тренера. Также 26 октября 2007 года его команда выиграла 400-й матч.
16 октября 2008 года Кенневилль был назначен на пост главного тренера «Чикаго Блэкхокс», заменив Дени Савара. 1 декабря 2009 года он выиграл 500-й матч в качестве главного тренера. С победой «Блэкхокс» над «Филадельфией Флайерз» в финале, Кенневилль выиграл свой первый Кубок Стэнли в качестве главного тренера. 18 декабря 2011 года он выиграл 600-й матч в тренерской карьере со счётом 4-2 «Калгари Флеймз». Второй Кубок Стэнли Джоэль выиграл в 2013 году после победы над «Бостон Брюинз».
В результате Джоэль Кенневилль стал одним из немногих тренеров спортивных клубов Чикаго, выигравших два главных трофея своих лиг. Ранее этой отметки достигли Джордж Халас из «Чикаго Беарз» (НФЛ), Фил Джексон из «Чикаго Буллз» (НБА) и Фрэнк Шанс из «Чикаго Кабс» (МЛБ).
19 марта 2014 года Кенневилль стал третьим главным тренером в истории НХЛ, выигравшим 700 официальных матчей в лиги.
16 июня 2015 года Кенневилль стал 11-м тренером в истории лиги, кто выиграл три Кубка Стэнли. Чикаго выиграл шестой матч финальной серии у «Тампы-Бэй Лайтнинг» и завершил её в свою пользу — 4:2, став трехкратным обладателем Кубка Стэнли. «Блэкхокс» выиграли три Кубка Стэнли за 6 последних сезонов, все это время командой руководил Джоэль Кенневилль.
В первом раунде плей-офф 2016 соперником «ястребов» стал бывший клуб Кенневилля «Сент-Луис Блюз». После четырёх матчей «Блэкхокс» уступали в серии со счётом 1-3, однако смогли выиграть следующие два матча и перевести серию к 7-й игре. В решающем матче серии, уступая по ходу встречи со счётом 0:2, «Чикаго» сравнял счёт, но пропустив шайбу на 49-й минуте в итоге уступил в матче, а вместе с ним и в серии.
Регулярный чемпионат 2016/17 «Чикаго» провёл уверенно и с 1-го места в Западной конференции вышел в плей-офф, где неожиданно «в сухую» уступил в первом раунде «Нэшвилл Предаторз». За четыре матча серии хоккеисты «Блэкхокс» смогли забросить всего 3 шайбы.
В сезоне 2017/18 «Чикаго Блэкхокс» впервые под руководством Кенневилля не вышел в плей-офф, заняв последнее место в Центральном дивизионе.
6 ноября 2018 года Джоэль Кенневилль был уволен с поста главного тренера «Чикаго Блэкхокс». Команда под его руководством в сезоне 2018/19 провела 15 игр, набрав всего 1 очко в последних пяти матчах.
8 апреля 2019 года был назначен на пост главного тренера клуба «Флорида Пантерз».

## Игровая статистика
| 1975/76     | Уинсор Спитфайрс      | ОХЛ         | 66  | 15 | 33  | 48  | 61  | —  | — | — | — | —  |
| 1976/77     | Уинсор Спитфайрс      | ОХЛ         | 65  | 19 | 59  | 78  | 169 | —  | — | — | — | —  |
| 1977/78     | Уинсор Спитфайрс      | ОХЛ         | 66  | 27 | 76  | 103 | 114 | —  | — | — | — | —  |
| 1978/79     | Нью-Брансуик Хокс     | АХЛ         | 16  | 1  | 10  | 11  | 10  | —  | — | — | — | —  |
| 1978/79     | Торонто Мейпл Лифс    | НХЛ         | 61  | 2  | 9   | 11  | 60  | 6  | 0 | 1 | 1 | 4  |
| 1979/80     | Торонто Мейпл Лифс    | НХЛ         | 32  | 1  | 4   | 5   | 24  | —  | — | — | — | —  |
| 1979/80     | Колорадо Рокиз        | НХЛ         | 35  | 5  | 7   | 12  | 26  | —  | — | — | — | —  |
| 1980/81     | Колорадо Рокиз        | НХЛ         | 71  | 10 | 24  | 34  | 86  | —  | — | — | — | —  |
| 1981/82     | Колорадо Рокиз        | НХЛ         | 64  | 5  | 10  | 15  | 55  | —  | — | — | — | —  |
| 1982/83     | Нью-Джерси Девилз     | НХЛ         | 74  | 5  | 12  | 17  | 46  | —  | — | — | — | —  |
| 1983/84     | Хартфорд Уэйлерс      | НХЛ         | 80  | 5  | 8   | 13  | 95  | —  | — | — | — | —  |
| 1984/85     | Хартфорд Уэйлерс      | НХЛ         | 79  | 6  | 16  | 22  | 96  | —  | — | — | — | —  |
| 1985/86     | Хартфорд Уэйлерс      | НХЛ         | 71  | 5  | 20  | 25  | 83  | 10 | 0 | 2 | 2 | 12 |
| 1986/87     | Хартфорд Уэйлерс      | НХЛ         | 37  | 3  | 7   | 10  | 24  | 6  | 0 | 0 | 0 | 0  |
| 1987/88     | Хартфорд Уэйлерс      | НХЛ         | 77  | 1  | 8   | 9   | 44  | 6  | 0 | 2 | 2 | 2  |
| 1988/89     | Хартфорд Уэйлерс      | НХЛ         | 69  | 4  | 7   | 11  | 32  | 4  | 0 | 3 | 3 | 4  |
| 1989/90     | Хартфорд Уэйлерс      | НХЛ         | 44  | 1  | 4   | 5   | 34  | —  | — | — | — | —  |
| 1990/91     | Балтимор Скипджекс    | AХЛ         | 59  | 6  | 13  | 19  | 58  | 6  | 1 | 1 | 2 | 6  |
| 1990/91     | Вашингтон Кэпиталз    | НХЛ         | 9   | 1  | 0   | 1   | 0   | —  | — | — | — | —  |
| 1991/92     | Сент-Джонс Мейпл Лифс | АХЛ         | 73  | 7  | 23  | 30  | 58  | 16 | 0 | 1 | 1 | 10 |
| Всего в НХЛ | Всего в НХЛ           | Всего в НХЛ | 803 | 54 | 136 | 190 | 705 | 32 | 0 | 8 | 8 | 22 |
| Всего в АХЛ | Всего в АХЛ           | Всего в АХЛ | 148 | 14 | 46  | 60  | 126 | 22 | 1 | 2 | 3 | 16 |
| Всего в ОХЛ | Всего в ОХЛ           | Всего в ОХЛ | 197 | 61 | 168 | 229 | 344 | —  | — | — | — | —  |

## Тренерская статистика
Джоэль Кенневилль за свою карьеру тренировал клуб «Спрингфилд Индианс» из АХЛ, четыре клуба НХЛ (кроме того, был ассистентом Марка Кроуфорда) и выиграл три Кубка Стэнли с «Чикаго Блэкхокс».
| Команда                    | Год                        | Регулярный чемпионат | Регулярный чемпионат | Регулярный чемпионат | Регулярный чемпионат | Регулярный чемпионат | Регулярный чемпионат           | Плей-офф | Плей-офф | Плей-офф | Плей-офф                                      |
| Команда                    | Год                        | Игры                 | В                    | П                    | Н                    | Очки                 | Место                          | В        | П        | % побед  | Результат                                     |
| -------------------------- | -------------------------- | -------------------- | -------------------- | -------------------- | -------------------- | -------------------- | ------------------------------ | -------- | -------- | -------- | --------------------------------------------- |
| Спрингфилд Индианс         | 1993/94                    | 80                   | 29                   | 38                   | 13                   | 71                   | 4-й в Северном                 | 2        | 4        | 33       | Поражение в первом раунде                     |
| Всего в Спрингфилд Индианс | Всего в Спрингфилд Индианс | 80                   | 29                   | 38                   | 13                   | —                    | —                              | 2        | 4        | 33       | 1 выход в плей-офф                            |
| Сент-Луис Блюз             | 1996/97                    | 40                   | 18                   | 15                   | 7                    | 83                   | 4-й в Центральном              | 2        | 4        | 33       | Поражение в первом раунде                     |
| Сент-Луис Блюз             | 1997/98                    | 82                   | 45                   | 29                   | 8                    | 98                   | 3-й в Центральном              | 6        | 4        | 60       | Поражение во втором раунде                    |
| Сент-Луис Блюз             | 1998/99                    | 82                   | 37                   | 32                   | 13                   | 87                   | 2-й в Центральном              | 6        | 7        | 46       | Поражение во втором раунде                    |
| Сент-Луис Блюз             | 1999/2000                  | 82                   | 51                   | 19                   | 11                   | 114                  | 1-й в Центральном              | 3        | 4        | 43       | Поражение в первом раунде                     |
| Сент-Луис Блюз             | 2000/01                    | 82                   | 43                   | 22                   | 12                   | 103                  | 2-й в Центральном              | 9        | 6        | 60       | Поражение в финале конференции                |
| Сент-Луис Блюз             | 2001/02                    | 82                   | 43                   | 27                   | 8                    | 98                   | 2-й в Центральном              | 5        | 5        | 50       | Поражение во втором раунде                    |
| Сент-Луис Блюз             | 2002/03                    | 82                   | 41                   | 24                   | 11                   | 99                   | 2-й в Центральном              | 3        | 4        | 43       | Поражение в первом раунде                     |
| Сент-Луис Блюз             | 2003/04                    | 61                   | 29                   | 23                   | 7                    | 91                   | 2-й в Центральном (уволен)     | —        | —        | —        | —                                             |
| Всего в Сент-Луис Блюз     | Всего в Сент-Луис Блюз     | 593                  | 307                  | 191                  | 77                   | —                    | —                              | 34       | 34       | 50       | 7 выходов в плей-офф                          |
| Колорадо Эвеланш           | 2005/06                    | 82                   | 43                   | 30                   | —                    | 95                   | 2-й в Северо-западном          | 4        | 5        | 44       | Поражение во втором раунде                    |
| Колорадо Эвеланш           | 2006/07                    | 82                   | 44                   | 31                   | —                    | 95                   | 4-й в Северо-западном          | —        | —        | —        | Не попали в плей-офф                          |
| Колорадо Эвеланш           | 2007/08                    | 82                   | 44                   | 31                   | —                    | 95                   | 2-й в Северо-западном          | 4        | 6        | 40       | Поражение во втором раунде                    |
| Всего в Колорадо Эвеланш   | Всего в Колорадо Эвеланш   | 246                  | 131                  | 92                   | —                    | —                    | —                              | 8        | 11       | .421     | 2 выхода в плей-офф                           |
| Чикаго Блэкхокс            | 2008/09                    | 78                   | 45                   | 22                   | 11                   | 104                  | 2-й в Центральном              | 9        | 8        | 53       | Поражение в финале конференции                |
| Чикаго Блэкхокс            | 2009/10                    | 82                   | 52                   | 22                   | —                    | 112                  | 1-й в Центральном              | 16       | 6        | 73       | Победа в Кубке Стэнли                         |
| Чикаго Блэкхокс            | 2010/11                    | 82                   | 44                   | 29                   | —                    | 97                   | 3-й в Центральном              | 3        | 4        | 43       | Поражение в первом раунде                     |
| Чикаго Блэкхокс            | 2011/12                    | 82                   | 45                   | 26                   | —                    | 101                  | 4-й в Центральном              | 2        | 4        | 33       | Поражение в первом раунде                     |
| Чикаго Блэкхокс            | 2012/13                    | 48                   | 36                   | 7                    | —                    | 77                   | 1-й в Центральном              | 16       | 7        | 72       | Победа в Кубке Стэнли                         |
| Чикаго Блэкхокс            | 2013/14                    | 82                   | 46                   | 21                   | —                    | 107                  | 3-й в Центральном              | 11       | 8        | 58       | Поражение в финале конференции                |
| Чикаго Блэкхокс            | 2014/15                    | 82                   | 48                   | 28                   | —                    | 102                  | 3-й в Центральном              | 16       | 7        | 72       | Победа в Кубке Стэнли                         |
| Чикаго Блэкхокс            | 2015/16                    | 82                   | 47                   | 26                   | —                    | 103                  | 3-й в Центральном              | 3        | 4        | 43       | Поражение в первом раунде                     |
| Чикаго Блэкхокс            | 2016/17                    | 82                   | 50                   | 32                   | —                    | 109                  | 1-й в Центральном              | 0        | 4        | 0        | Поражение в первом раунде                     |
| Чикаго Блэкхокс            | 2017/18                    | 82                   | 33                   | 49                   | —                    | 76                   | 7-й в Центральном              | —        | —        | —        | Не попали в плей-офф                          |
| Чикаго Блэкхокс            | 2018/19                    | 15                   | 6                    | 9                    | —                    | 15                   | 6-й в Центральном (уволен)     | —        | —        | —        | —                                             |
| Всего в Чикаго Блэкхокс    | Всего в Чикаго Блэкхокс    | 797                  | 452                  | 345                  | —                    | —                    | —                              | 76       | 52       | 59       | 9 выходов в плей-офф 3 победы в Кубке Стэнли  |
| Флорида Пантерз            | 2019/20                    | 69                   | 35                   | 34                   | —                    | 78                   | 4-й в Атлантическом            | 1        | 3        | 25       | Поражение в квалификационном раунде           |
| Флорида Пантерз            | 2020/21                    | 56                   | 37                   | 19                   | —                    | 79                   | 2-й в Центральном              | 2        | 4        | 33       | Поражение в первом раунде                     |
| Флорида Пантерз            | 2021/22                    | 7                    | 7                    | 0                    | —                    | 14                   | 1-й в Атлантическом (отставка) | —        | —        | —        | —                                             |
| Всего во Флориде Пантерз   | Всего во Флориде Пантерз   | 125                  | 79                   | 40                   | —                    | —                    | —                              | 3        | 7        | 30       | 2 выхода в плей-офф                           |
| Всего                      | Всего                      | 1761                 | 969                  | 743                  | 77                   | —                    | —                              | 122      | 104      | .543     | 20 выходов в плей-офф 3 победы в Кубке Стэнли |

## Личная жизнь
Кенневилль имеет французско-канадские корни. Он женат на Элизабет, уроженке штата Коннектикут, с которой он познакомился во время пребывания в Хартфорд Уэйлерс. Они живут в Хинсдейле, штат Иллинойс со своими тремя детьми: сыном Диланом и двумя дочерьми, Лили и Анной. После работы в США на протяжении более 30 лет, 24 мая 2011 года Кенневилль прошёл USCIS, тест необходимый для того, чтобы стать гражданином США. В настоящее время имеет двойное гражданство.
16 февраля 2011 года Кенневилль был госпитализирован. Позже он сообщил, что чувствовал сильный дискомфорт, в результате чего пропустил домашнюю игру «Блэкхокс» против «Миннесоты Уайлд» в тот день. После разговора с тренером, Келли Чейз сообщил, что Кенневилль страдал от внутреннего кровотечения, причину которого ещё предстоит установить, но Джоэль был в приподнятом настроении и планировал руководить командой в следующей игре 18 февраля. 18 февраля было объявлено, что проблема была вызвана небольшой язвой, появившейся в результате приёма аспирина, который отрицательно влияет на пищеварительную систему. Он выписался из больницы 19 февраля и вернулся к тренировкам 23 февраля.
Троюродными братьями Джоэля являются хоккеисты Питер Кенневилль (был выбран на драфте НХЛ 2013 года под общим 195-м номером клубом «Коламбус Блю Джекетс») и Джон Кенневилль (был выбран на драфте 2014 года под общим 30-м номером клубом «Нью-Джерси Девилз»).